# THE GENERATION 〜ふたつの唇〜
「THE GENERATION 〜ふたつの唇〜」（ザ ジェネレーション 〜ふたつのくちびる〜）は、EXILEの32枚目のシングル。2009年11月11日にrhythm zoneから発売。

## 概要
前作『THE HURRICANE 〜FIREWORKS〜』から4カ月ぶりのシングル。「CD+DVD」「CDのみ」の2形態で発売。
表題曲「ふたつの唇」は、2009年12月に100万ダウンロードを記録し、日本レコード協会からミリオン認定された。また、第一興商による「年間カラオケリクエストランキング」で2010年に年間7位となった。

## 収録曲

### CD
1. ふたつの唇（Vo：ATSUSHI、TAKAHIRO）[4:59]
作詞：松尾潔 / 作曲・編曲：Jin Nakamura
  - フジテレビ系ドラマ『東京DOGS』主題歌[7]
  - ソニー・エリクソン・モバイルコミュニケーションズ「BRAVIA Phone U1」CMソング[8]
2. SHOOTING STAR（Vo：ATSUSHI、TAKAHIRO）[4:06]
作詞：Kenn Kato / 作曲：ERIK LIDBOM / 編曲：BACHLOGIC、ERIK LIDBOM
  - 日本テレビ系『グラチャンバレー2009』イメージソング[8]
  - TOKYO FM系『EXILE EX-PRESS』エンディングテーマ
3. Someday -House Mix-（Vo：ATSUSHI、TAKAHIRO）[5:03]
作詞：ATSUSHI / 作曲：miwa furuse / 編曲：DJ KAYA (UNITED COLORS)、Ayumu Ogawa (UNITED COLORS)
  - 30thシングル「THE MONSTER 〜Someday〜」表題曲のリミックスバージョン
  - 日本テレビ系『EXILE GENERATION』エンディングテーマ
4. ROCK THE BEAT（inst.）[2:56]
作曲・編曲：Ken Harada
  - フジテレビ系ドラマ『東京DOGS』挿入歌
5. ふたつの唇（Instrumental）
6. SHOOTING STAR（Instrumental）
7. Someday -House Mix-（Instrumental）

### DVD
※CD+DVDのみ
1. ふたつの唇（Video Clip）

## 収録アルバム
- アルバム「愛すべき未来へ」(#1、#2)
- ベストアルバム「EXILE BEST HITS -LOVE SIDE / SOUL SIDE- 」（#1）
- ベストアルバム「EXTREME BEST」(#1）